# 青少年向け中国語検定試験
青少年向け中国語検定試験（せいしょうねんむけちゅうごくごけんていしけん、英: Youth Chinese Test, YCT）は中国政府が実施する国際的な中国語（北京語・普通話）検定試験で、日本では母語が中国語ではない若者（29歳以下）を受験対象者としている。中国政府が実施するBCT、HSKと並ぶ国際標準中国語試験である。シンガポール、アメリカ、韓国、オーストラリア、欧州各国、アジア各国など世界の主要国や中国国内でも実施している。日本では、2007年から実施している。

## 出題内容
- 「1級」：計30分
  - ヒアリング（試験時間約10分、出題数20問／満点100点）
    - 4部構成。短い文章や会話などを聞き、問題の図を見て判断や適切な解答を選択する問題。録音は2回流される。

  - 読解（15分、15問／100点）
    - 3部構成。文や図などを見て、適切な言葉を選択する問題。

  - 　解答用紙に記入時間（5分）
- 「2級」：計45分
  - ヒアリング（試験時間約15分、出題数20問／満点100点）
    - 4部構成。短い文章や会話などを聞き、問題の図を見て判断や適切な解答を選択する問題。録音は2回流される。

  - 読解（25分、20問／100点）
    - 4部構成。文や図などを見て、適切な言葉を選択する問題。

  - 　解答用紙に記入時間（5分）
- 「3級」：計55分
  - ヒアリング（試験時間約20分、出題数35問／満点100点）　
    - 4部構成。短い文章や会話などを聞き、問題の図を見て判断や適切な解答を選択する問題。録音は2回流される。

  - 読解（25分、25問／100点）
    - 4部構成。文や図などを見て、適切な言葉を選択する問題。

  - 　解答用紙に記入時間（10分）
- 「4級」：計80分
  - ヒアリング（試験時間約30分、出題数40問／満点100点）　
    - 4部構成。短い文章や会話などを聞き、問題の図を見て判断や適切な解答を選択する問題。録音は2回流される。

  - 読解（25分、30問／100点）
    - 4部構成。文や図などを見て、適切な言葉を選択する問題。

  - 作文（15分、2問／100点）
    - 並べ替えと簡単な漢字を書く問題　　　　　　　　　　　　　　　　　　　　　　　　　　　　　　　　　　　　　

  - 　解答用紙に記入時間（10分）

## 受験料
- 各等級：2,500円

## 試験会場
東京、大阪、福岡

## 評価基準
| 4級 | 生活、学習の中での基本的なコミュニケーションができて、旅行の時、偶然出会った会話にも受け答えすることができる。 |
| 3級 | 熟知している日常話題について直接コミュニケーションができる。                                                   |
| 2級 | 基本語句と簡単な文章を書く能力がある。                                                                         |
| 1級 | 最も基本的な語彙力と、簡単なコミュニケーション能力がある。                                                     |

## 点数と等級
| 級                             | 4級     | 3級     | 2級     | 1級     |
| ------------------------------ | ------- | ------- | ------- | ------- |
| ヒアリング・読解の点数（満点） | 100     | 100     | 100     | 100     |
| 読解の点数（満点）             | 100     | 100     | 100     | 100     |
| 作文の点数（満点）             | 100     | -       | -       | -       |
| 総得点                         | 300     | 200     | 200     | 200     |
| 合格点                         | 180以上 | 120以上 | 120以上 | 120以上 |

1級～4級毎に受験可能。1級～4級毎に合否判定の結果、認定書が発行される。数字が大きいほど上級。